# Livrée cardinalice

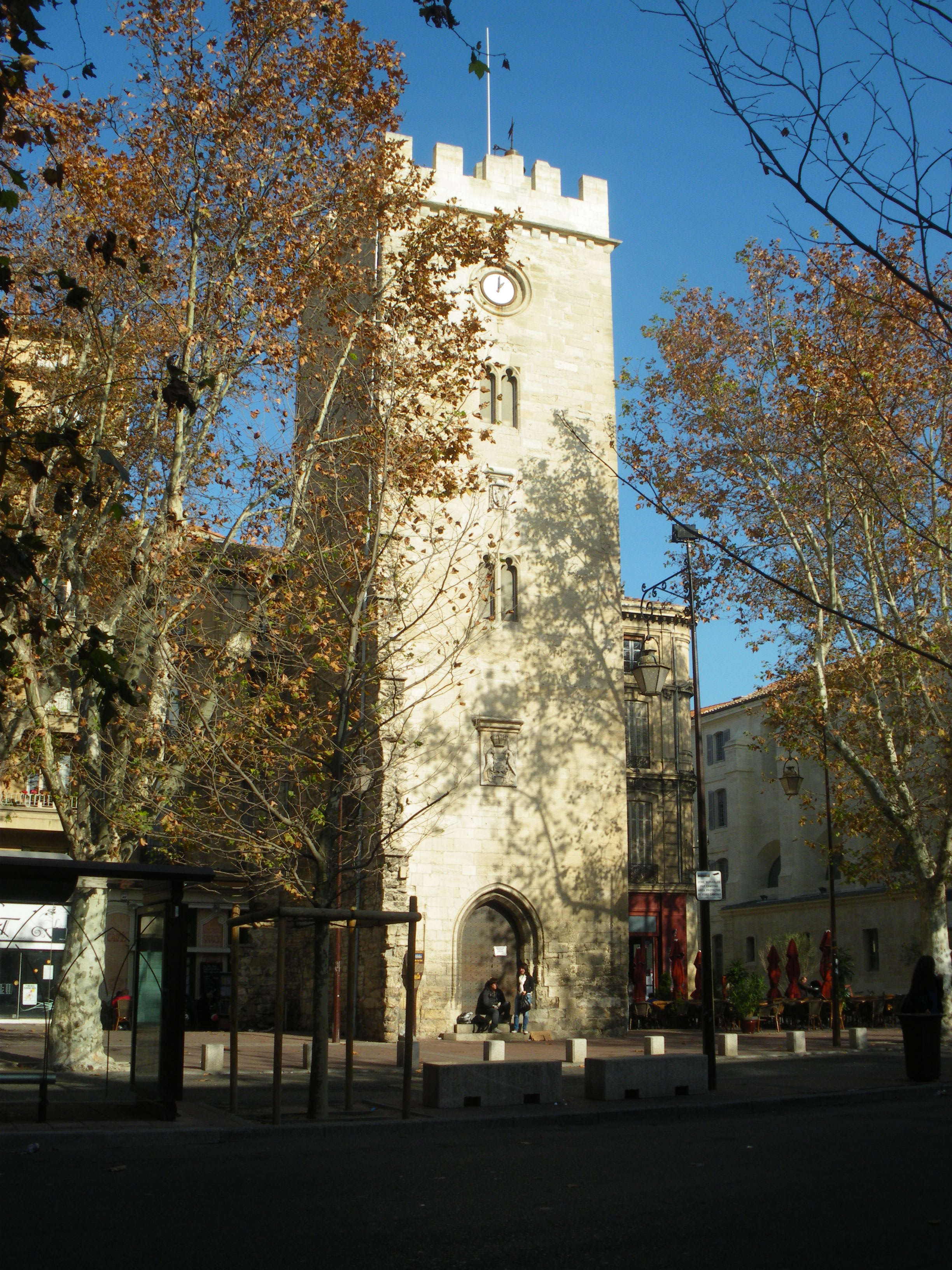
Avignon. Tour Saint-Jean, à l'angle de la place Pie et de la rue Saint-Jean-le-Vieux, ancienne Livrée du cardinal Corsini, dite Livrée de Florence

Une livrée cardinalice était un palais élevé pour y accueillir un cardinal et sa suite.

## Les livrées d'Avignon
On trouve encore à Avignon de nombreuses maisons de maîtres ou des hôtels particuliers qui ont servi de livrées cardinalices, en particulier celle du cardinal Annibal de Ceccano.

### Les résidences cardinalices: livrée, hôtel ou palais?
Bernard Sournia et Jean-Louis Vaysettes indiquent que les maisons cardinalices dans Avignon n’étaient, au départ, que de simples habitations bourgeoises réquisitionnées par l’administration pontificale. D’où le nom de libratae donné généralement à ces résidences qui étaient en effet livrées aux princes de l’Église. Avec le temps, avec la fixation de la papauté et le séjour d’Avignon tendant à durer, les cardinaux rachètent leurs habitations de fonction pour se faire bâtir des palais, lesquels conservent improprement le nom de « livrées ».
J. Girard précise que ces livrées sont aménagées et décorées avec un grand souci d'apparat : 

« Elles eurent chambre de parement ou de réception, grand tinel ou salle de festins, studium ou cabinet de travail, chambres, chapelle et galeries groupés autour d'un préau et desservis par un cloître à galeries superposées, souvent, autour d'une deuxième cour, il y avait des logements pour les familiers ou les serviteurs, des écuries, des dépendances. À l'extérieur, les Livrées, à l'imitation du palais des papes, prirent des airs de forteresses avec une tour qui était au Moyen Âge, le symbole de la puissance. »

Ce qui ne les empêche point de protéger leurs abords en s'entourant de clôtures de pierres ou de barrières de bois.
Pour les résidences secondaires, généralement situées dans la campagne autour d'Avignon, l’usage n’a pas retenu de nom particulier. Le terme de bastides, hôtel, palais est indifféremment employé sauf quand l’établissement voulu par le cardinal commanditaire est un couvent (Sainte-Prexède à Montfavet, Gentilly à Sorgues, etc).
Le cas de Villeneuve-lès-Avignon, situé dans le royaume de France, est à part. L’attribution du terme « livrée » y est abusif. Depuis le XXe siècle, les historiens emploient plus généralement celui d’« hôtel » ou de « palais », puisque toutes ces demeures ont été édifiées par les cardinaux eux-mêmes et jamais « livrées ».

## Livrées intra-muros à Avignon

### Livrée d'Albano

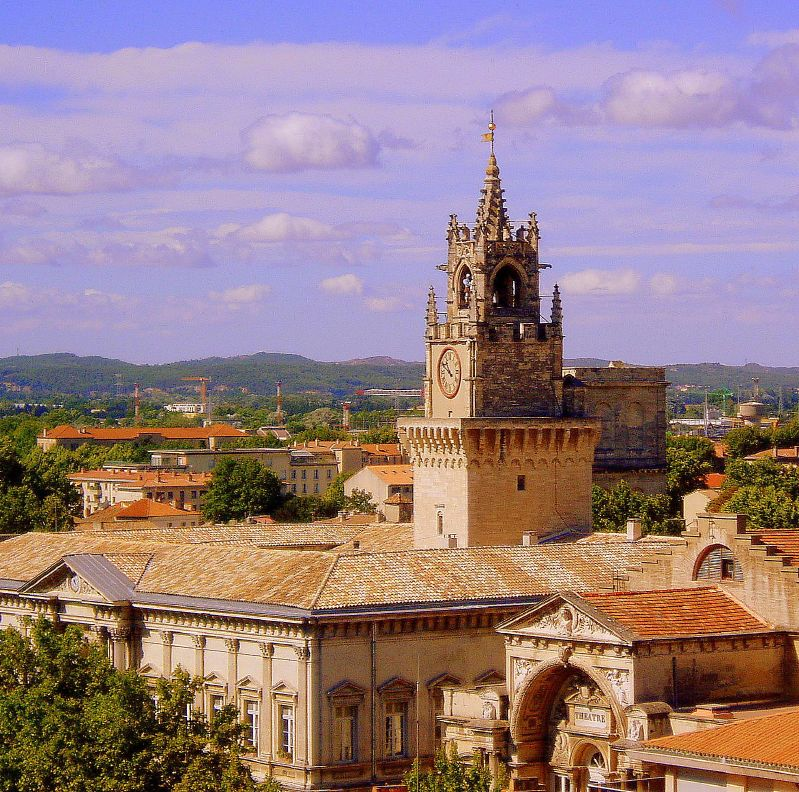
La Tour de la livrée d'Albano au-dessus de l'hôtel de ville.

La livrée d'Albano se trouve au cœur d'Avignon, sur la place de l'Horloge, au carrefour de la rue Ferruce. Elle est occupée par l'actuel hôtel de ville. Elle est la résidence des cardinaux Pierre Colonna, Pierre de Mortemart, Étienne Aubert (futur Innocent VI), Audoin Aubert et Niccolò Brancaccio, cardinal-évêque d'Albano.
Cette livrée est aménagée dans l'ancienne abbaye des dames bénédictines de Saint-Laurent. La plus grande partie de son aménagement actuel est due à Audoin Aubert, qui précise dans son testament du 5 mars 1363, qu'il y a fait édifier tour et cave. Les niveaux de cette tour ont été particulièrement étudiés par Hervé Aliquot, qui note qu'elle « a conservé le plus étrange décor de l'Europe de cette époque ».
Dans la salle du premier étage, la voûte, un ciel bleu foncé étoilé d'or, est soutenue par des arcs décorés de boutons de roses, et les quatre murs sont couverts « d'immenses tapis dont les motifs peints au pochoir évoquent les merveilles venues d'Orient ». Courant sur ces murs, se voit une inscription en caractères blancs « dont les lettres donnent l'impression d'un alphabet crypté ». Plus insolite encore dans cette salle est le portrait sculpté du cardinal Aubert sur l'un des culs de lampe. « Son visage est enveloppé d'un capuchon à l'intérieur rouge et à l'extérieur bleu turquoise retombant sur une robe de même couleur. Il est coiffé d'un chapeau noir orné d'une houppe dont il tient les cordons de la main droite ».
Au second étage, dans la chapelle, au sol recouvert de carreaux verts, si trois culots supportent les arêtes d'ogive sont sculptés des symboles des évangélistes (Ange de Matthieu, Aigle de Jean et Lion de Marc), le quatrième n'est pas le Bœuf de Luc mais la tête d'Innocent VI, oncle du cardinal.
En 1447, devenue la propriété du collège Saint-Ruf de Montpellier, la livrée est rachetée par le conseil de Ville, sur ordre du cardinal Pierre de Foix, légat pontifical, pour être aménagée en maison municipale.
La chapelle de la tour a servi au XVIIIe siècle à entreposer les archives municipales.

### Livrée d'Amiens
Elle se trouvait au nord du couvent des frères prêcheurs et est coupée en deux lors de la construction des remparts d'Avignon en 1355. La porte Saint-Dominique marque son emplacement. Cette livrée est successivement attribuée à Jean-Raymond de Comminges, Guillaume de Court Novel, Guy de Boulogne, puis Jean de La Grange, évêque d'Amiens.

### Livrée d'Auch
Elle se situait entre l'église Saint-Agricol et l'église Saint-Étienne. Elle sert successivement de résidence aux cardinaux Guillaume de Mandagout, Guillaume d'Aigrefeuille l'Ancien, Bertrand du Pouget, Guillaume Sudre, Guillaume de Chanac, Guy de Malesec et Jean Flandrin, archevêque d'Auch.

### Livrée de Cambrai
Elle se trouvait sur l'emplacement de l'actuel musée Calvet, au no 86 de la rue Joseph-Vernet. Cette livrée est la résidence des cardinaux Annibal de Ceccano, Pierre d'Arrablay, Gilles Aycelin de Montaigut, Jean de Dormans, Nicolas de Saint-Saturnin, Faydit d'Aigrefeuille, Bertrand de Chanac, patriarche de Jérusalem, et Pierre d'Ailly, évêque de Cambrai.
En 1719, la livrée de Cambrai est vendue à la famille des Villeneuve-Martignan et rasée en 1741 pour être remplacée par un hôtel particulier. L'hôtel est acheté en 1802 par le négociant Deleutre, qui le loue ensuite à la ville d'Avignon pour y installer les collections d'Esprit Calvet. Le 3 mars 1833, il est acquis par la municipalité pour être transformé en musée.

### Livrée de Canillac

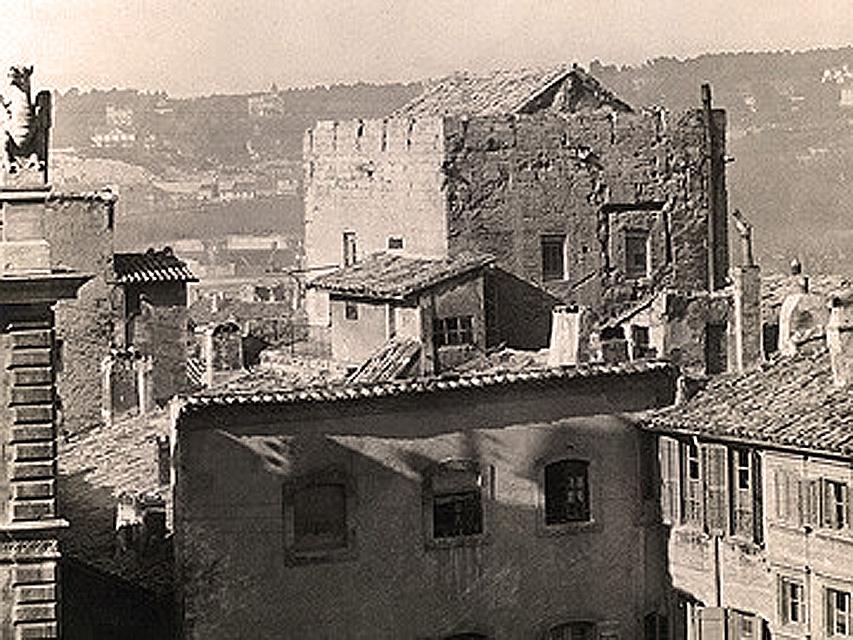
Tour de la livrée de Canillac (début du XXe siècle).

Cette importante livrée occupait tout l'emplacement entre les actuelles rue de la Monnaie et de la Vieille-Poste. Ses vestiges sont repérables dans les immeubles du no 11 au no 21 de la rue de la Balance. Elle est tour à tour occupée par les cardinaux Nicolas de Freauville, Hélie de Talleyrand-Périgord, Raymond de Canillac, qui lui laisse son nom, Bertrand de Cosnac, Jean de Cros de Calimafort, Pierre Amielh de Brénac, Jean de Murol et Pierre Martin Salva de Montignac l’aîné.
Le principal témoin de la splendeur de cette livrée reste la tour de Canillac, dite aussi tour de l'Officialité. Elle est l'œuvre du cardinal Raymond de Canillac qui la fait ériger en 1356 avec maisons bâties autour d'un jardin et d'un cloître.
Au cours du premier siège du palais des papes (1398-1403), la livrée sert de quartier général à Geoffroy le Meingre, frère du Jean II Le Meingre, le maréchal Boucicaut. Lors du second siège (1410-1411), une bombarde, hissée sur le sommet de sa tour, lance boulets et immondices contre le palais.
En 1457, la livrée devient la propriété du cardinal Alain de Coëtivy, évêque d'Avignon, qui y installe son officialité. Le corps du logis, en ruines, est rasé en 1601. Aujourd'hui, les seuls vestiges du XIVe siècle se trouvent dans les demeures longeant la rue Pente-Rapide. Ils consistent en une croisée d'ogives avec clé armoriée aux armes de Clément VI et de Raymond de Canillac, un morceau de plafond peint, etc.

### Livrée de Ceccano

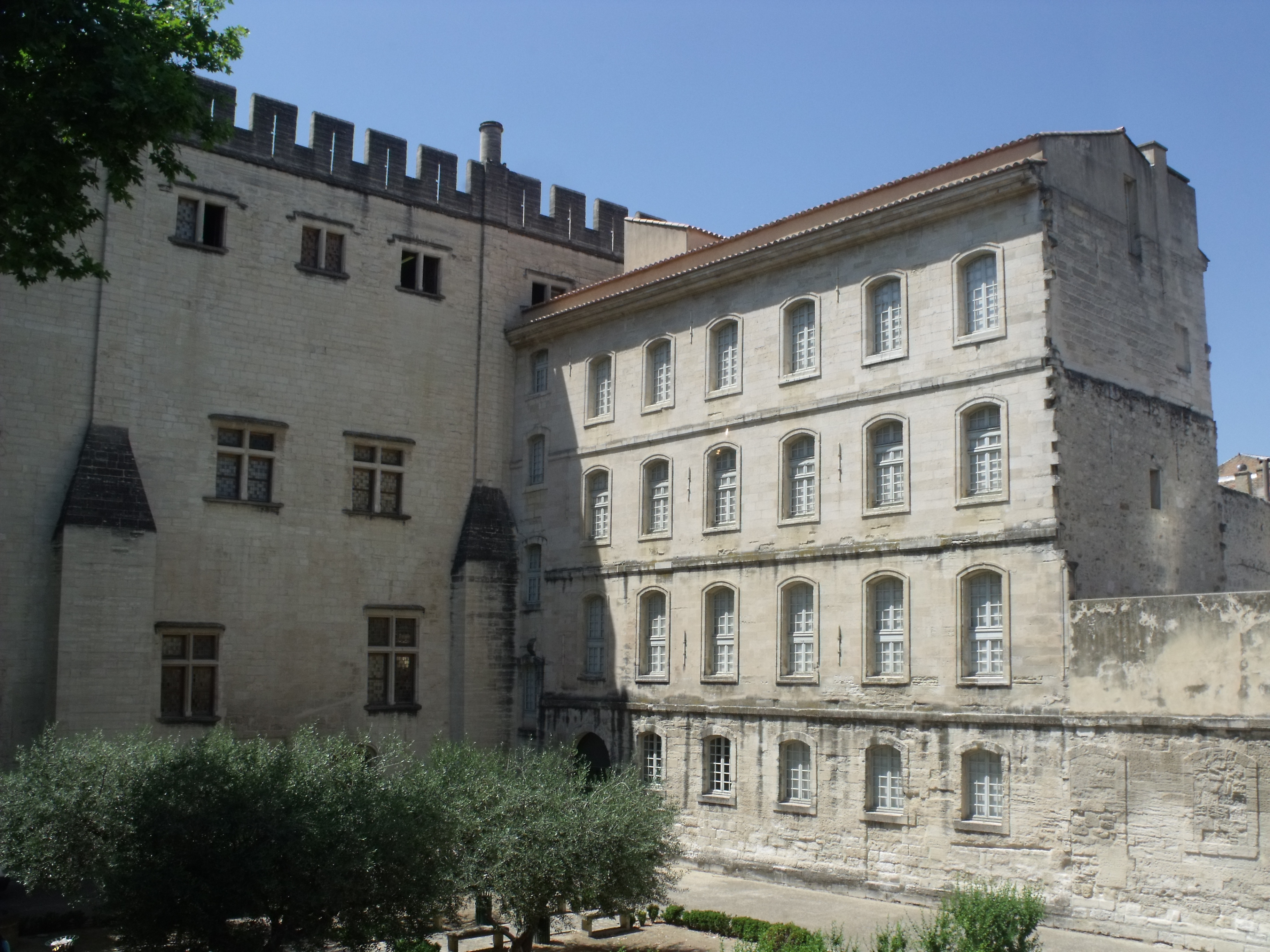
Livrée Annibal de Ceccano

Située près de la place Saint-Didier, elle a comme cardinaux résidants Arnaud Novel, Pierre d'Arrablay, Annibal de Ceccano, Bertrand de Deaux, Francesco degli Atti, Androin de la Roche, Bernard du Bosquet, Giacomo Orsini et Pierre de la Vergne.
La tour dominant la livrée est commencée par le cardinal Pierre d’Arrablay et achevée par le cardinal Annibal de Ceccano qui la couronne de créneaux. Elle possède trois niveaux qui sont occupés par la médiathèque Ceccano. Le premier, devenu la bibliothèque de prêt, possède une ornementation aux armes d’Annibal de Ceccano et de son oncle le cardinal Giacomo Stefaneschi, le premier étage, actuelle salle de lecture et ancienne salle d’apparat, a conservé un ensemble de décors (frises rouges et bleues de quintefeuilles, quadrilobes alternant avec des figures de monstres et des blasons). Le second étage, devenu administratif, conserve des restes de fresques.

### Livrée de Dax
Située entre la rue Argentière et la place du Change, elle accueille Niccolò Alberti di Prato, Raymond Le Roux (Ruffo), Jean de Caraman, Pierre Itier, évêque de Dax, Bernard du Bosquet, Niccolò Brancaccio, Jean de Murol et Jean Flandrin.

### Livrée de Florence

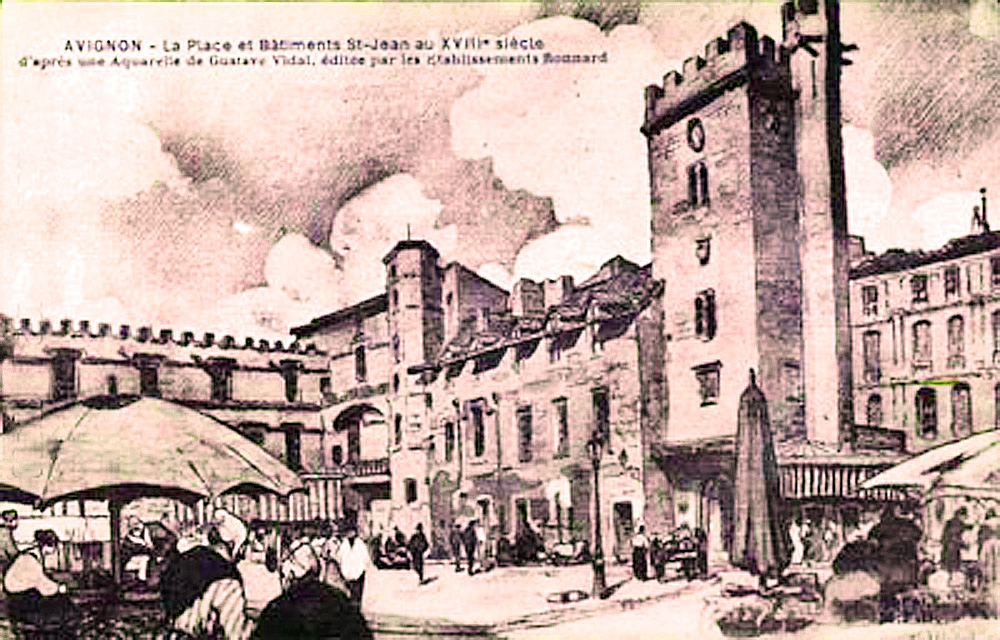
La livrée de Florence, d'après une aquarelle de Gustave Vidal (XVIIIe siècle)

Elle se situait sur la partie nord de l'actuelle place Pie. Elle fut successivement occupée par Raymond-Guilhem de Fargues, Nicolas de Besse, Guillaume d'Aigrefeuille le Jeune et Pierre Corsini, évêque de Florence.
Si le cardinal de Fargues se contente des bâtiments de l'ancien hôpital, que jouxtent l'église et le cimetière des hospitaliers, il n'en va pas de même pour le cardinal Nicolas de Besse. Il fait édifier un nouveau corps de logis qu'il surmonte d'une tour. Cette tour, dite de Saint-Jean-le-Vieux est le seul vestige de cette livrée qui est démolie entre 1861 et 1898.

### Livrée de Giffone
Elle se trouvait au no 17 place des Vieilles-Études. Les cardinaux qui y résident sont Guilhem Ruffat de Fargues, Arnaud de Faugères, Giovanni Orsini, Pierre Roger (pape Clément VI), Guy de Boulogne et Leonardo Rossi de Giffone. 
L’université d’Avignon, créée en 1303 en même temps que celle de Rome, par Boniface VIII, y est transférée au début du XVe siècle. Fermée au cours de la Révolution française, elle rouvre ses portes en 1965 avec la création d’un collège scientifique universitaire (CSU) et d’un collège littéraire universitaire (CLU).

### Livrée de La Jugie
Elle se situait dans la rue Joseph-Vernet, à l'emplacement du siège actuel de la chambre des métiers et de l'artisanat. Elle est d'abord affectée à Guillaume de La Jugie qui y réside jusqu'à sa mort en 1374, puis à Jean de La Grange.
En 1396, la livrée est attribuée aux dominicaines de Sainte-Praxède. Mais celles-ci ont déjà commencé à s'y installer dès 1376 puisque l'on sait que Catherine de Sienne vint prier dans la chapelle de leur couvent. Marie de Boulogne, épouse de Raymond de Turenne, neveu de Grégoire XI, fut chargée de vérifier si la dominicaine ne simulait pas ses extases. La nièce du pape la surprit prosternée dans le chœur de Sainte-Praxède en pleine méditation. Armée d’une longue aiguille, elle lui piqua son pied nu jusqu’au sang.

### Livrée de Neufchâtel
Son emplacement se trouvait près de la place Pignotte au no 3 de la rue du Chapeau-Rouge. Elle sert successivement de résidence à Raymond de Saint-Sever, Étienne de Poissy, dit de Paris, Nicolas de Saint-Saturnin, Jean de Neufchâtel et Bertrand de Chanac.
En face d'elle se dresse la tour édifiée au cours du XIVe siècle, dite tour de la Bonne Semaine ou de l'Auditeur. Elle est construite sous le pontificat de Clément VII, par ordre de François de Conzié, camerlingue du pape.

### Livrée de Pampelune
Située au no 7 de la rue du Roi-René, elle est d'abord attribuée à Bertrand de Deaux, puis à Pierre Martin Salva de Montignac l’aîné, évêque de Pampelune.
Au XVIIe siècle, cette vieille livrée appartient aux Berton de Crillon qui font construire à la place un hôtel particulier digne de leur fortune et de leur renommée.

### Livrée de Poitiers
Elle était située à l'emplacement de l'hôtel de la Préfecture, rue Agricol-Viala, face à l’hôtel du Conseil Général. Elle accueille Arnaud d’Aux de Lescout, Bertrand de Montfavès, Guillaume de La Jugie, Pierre Flandrin, Pierre de La Jugie, Pedro Martinez de Luna y Gotou (antipape Benoît XIII) et Guy de Malesec, évêque de Poitiers.
Il y avait deux livrées (la grande et la petite) de part et d'autre de la rue Bouquerie. Elles sont réunies par un arceau qui existe toujours.
En 1415, cette livrée sert de résidence à l’empereur Sigismond. En 1476, elle est transformée en collège du Roure par le cardinal Giuliano della Rovere, futur pape Jules II. Une rue adjacente porte le nom de cet ancien collège.

### Livrée du Puits de Saunerie
Située entre la rue des Encans et la rue Petite-Saunerie, elle a pour résidents Guillaume Teste, dit Guillaume de la Saunerie, Jacques Fournier (futur pape Benoît XII), Bernard d’Albi, Élias de Saint-Yrieix, Hugues de Saint-Martial, Robert de Genève (futur antipape Clément VII), Hugues de Montelais, Pierre-Raymond de la Barrière, Thomas Clausse et Bertrand de Chanac.
Le long de la rue Carnot, sur la petite place Costebelle, derrière le portail d'une cour privée, se dresse toujours la tour de la Saunerie, dont la partie haute construite en gros appareil et crénelée est due au cardinal de la Saunerie qui s'installe ici dès 1336.

### Livrée du Puy
Elle se trouvait rue Collège-de-la-Croix, sur le site de l’ancien archevêché d’Avignon. Les cardinaux qui y résident sont Guillaume-Pierre Godin, Pedro Gómez Barroso, Jean de Blauzac, Pierre Amielh de Brénac, Pierre de Sortenac, Jacques de Menthonay et Pierre Girard, évêque du Puy-en-Velay.
Une découverte fortuite vient enrichir notre connaissance de cette livrée : au cours de travaux de rénovation, alors que l'on fait tomber un faux plafond, apparaissent au mur des fresques et un plafond de bois peint de 30 m de long. Les fresques représentent des scènes de chasse, « plus riches que celles de la chambre du Cerf du Palais des Papes », selon la conservatrice Roberte Lensch. Sur les murs, des traces de décoration qui permettent de deviner, encadrées de colonnes torses peintes en trompe-l'œil, un décor de tapisserie aux motifs de végétation stylisée. Le plafond est en bon état de conservation, avec des entre-deux rouge et bleu sur lesquels apparaissent des étoiles argentées et dorées. Les poutres sont décorées de chevrons bleus. Les corbeaux qui soutiennent trois rangées de poutres sont sculptés. Les nombreux blasons qui ornent ce tinel laissent penser qu'il a été préparé pour recevoir en 1336 le pape Benoît XII ainsi que plusieurs monarques dont Philippe VI de Valois, afin de prêcher une nouvelle croisade (qui n'a cependant pas eu lieu). Ce décor est donc l'un des plus anciens conservés à Avignon.

### Livrée Saint-Ange
Elle était située à l'angle de la rue Grande-Fusterie et de la rue des Grottes. Elle ne sert que temporairement, puisque seuls trois cardinaux l'occupent : Béranger Frédol le Jeune, Hélie de Talleyrand-Périgord et Guillaume Noellet, cardinal de Saint-Ange.
Elle est alors absorbée par l'extension de la livrée de Canillac. Mas le court laps de temps qu'elle est occupée suffit à la faire recouvrir de riches peintures. Il ne reste malheureusement que deux fresques. La première représente un cerf se désaltérant dans une forêt, la seconde met en scène le Couronnement de la Vierge.

### Livrée de Saint-Martial
Située au carrefour de la rue du Vice-Légat et de celle des Ciseaux-d'Or, sur la place de la Mirande, c'est la livrée la plus proche du palais des papes. Elle accueille successivement les cardinaux Arnaud de Pellegrue, Hugues Roger et Hugues de Saint-Martial. L'hôtel de Vervins, qui a pris la suite est l'un des plus remarquables d'Avignon. Au XVe siècle, il devint la propriété des Farets, négociants en drap, qui la revendent ensuite à leur confrère André Bornichon. Son achat, dans le dernier quart du XVIIe siècle, par Pierre de Vervins, auditeur à la légation d'Avignon, le plus haut dignitaire après le vice-légat, bouleverse son architecture. En 1687, sur les plans de Pierre Mignard, il fait bâtir un somptueux hôtel particulier. Devenu en 1796 propriété de la famille Pamard, c'est actuellement un luxueux hôtel-restaurant

### Livrée Saint-Pierre
Elle est dite encore Livrée en face l'église Saint-Pierre et se trouvait au sud-est de son entrée. Elle est attribuée aux cardinaux Giacomo Colonna, Gaucelme de Jean, Pierre des Prés, Rinaldo Orsini, Jean de Blauzac, Pietro Corsini, Bertrand Lagier de Figeac, Simon de Brassano et Tommaso Ammanati.

### Livrée de Saluces
Située entre la rue Saluces et la rue Sainte-Catherine, cette livrée appartient tour à tour aux cardinaux Guglielmo Longhi, Gaucelme de Jean, Guy de Boulogne, Pierre Roger de Beaufort (pape Grégoire XI), Pierre d'Estaing, Gérard du Puy et Amédée de Saluces.

### Livrée de Thury

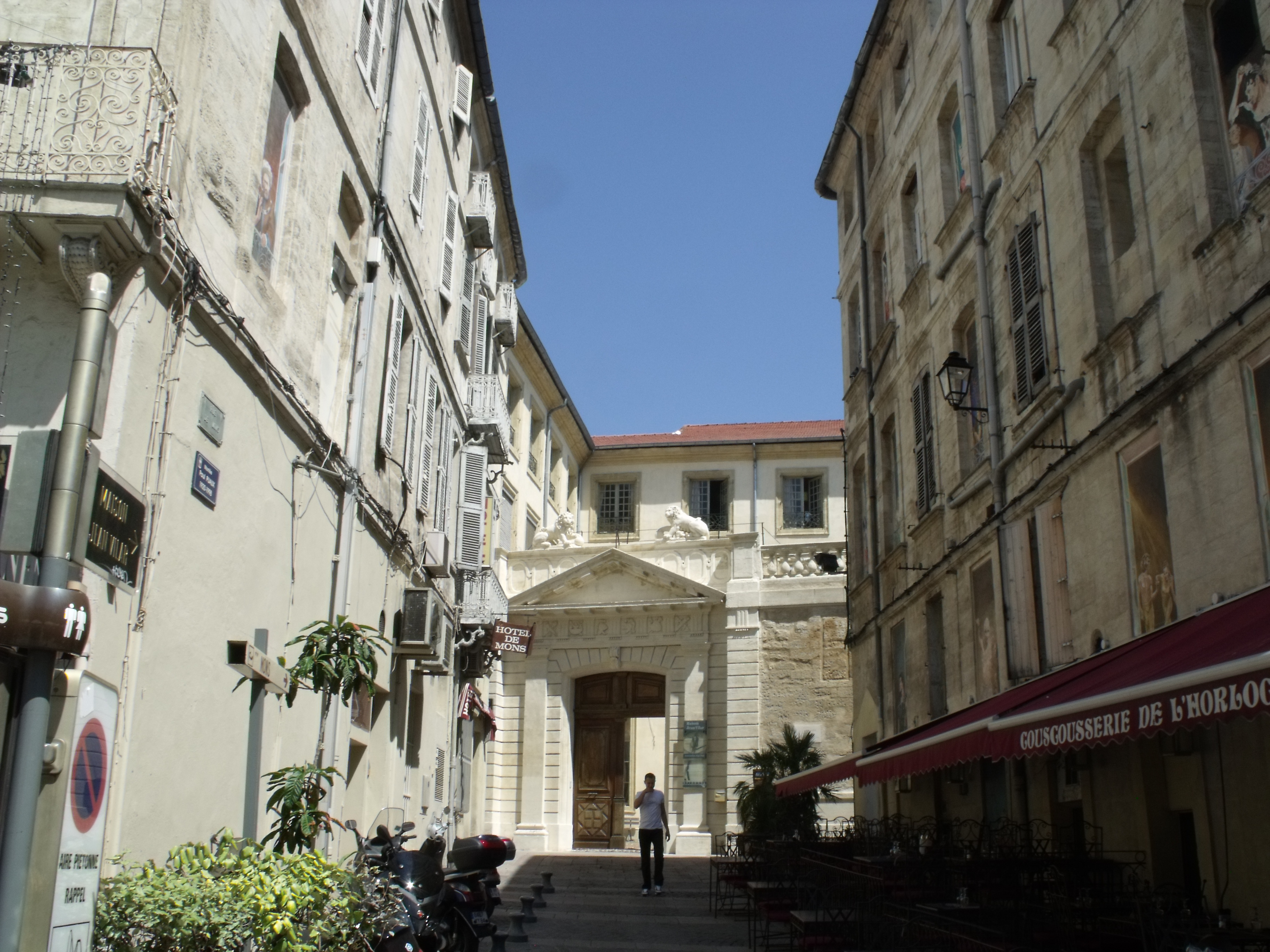
Ancienne livrée de Thury, actuelle Maison Jean-Vilar.

Cette livrée prend la place de l'hôtel de Turenne, considéré comme vacant et confisqué en 1383. Cette attribution est l'un des épisodes qui déclenche la colère de Raimond de Turenne contre Clément VII et provoque la guerre privée du vicomte contre la papauté d'Avignon. Il se situe tout près de l’actuelle place de l’Horloge, dans la rue de Mons. Il est attribué par Clément VII au cardinal Pierre de Thury en 1385.
À la fin du XVIIe siècle, la livrée passe à Louis-Henri de Guyon, doyen de la Rote et consulteur du Saint-Office, qui a épousé Jeanne-Marie de Marcel de Crochans. Le nouveau propriétaire fait détruire les vieux bâtiments pour construite son hôtel. Après sa mort, en 1703, son fils, Pierre-Louis, poursuit les travaux. C’est dans cette demeure que naît Joseph Guyon de Crochans qui devient archevêque d’Avignon (1742-1756). L’hôtel de Crochans est aujourd’hui le siège de la Fondation Jean Vilar et de la Maison Jean-Vilar, rattachée à la Bibliothèque nationale de France.

### Livrée de Venise
Avant le percement de la rue de la République, elle se trouvait entre la rue du Collège-d’Annecy et l’actuelle rue Frédéric-Mistral. Elle reçoit successivement les cardinaux Napoléon Orsini, Bernard de la Tour d’Auvergne, Gil Álvarez Carrillo de Albornoz, Philippe de Cabassolle, Robert de Genève (futur antipape Clément VII), Pedro Martinez de Luna y Gotou (futur antipape Benoît XIII, Gutier Gomez, Galeotto Tarlati de Petramala et Giovanni Piacentini, dit le cardinal de Venise.
En 1449, le cardinal Pierre de Foix, légat pontifical en Avignon, revend à Jean de Brancas la livrée de Ceccano qu'il a acquise deux ans plus tôt et celui-ci se porte acquéreur de celle de Venise qui la jouxte. Le destin des deux livrées suit désormais le même chemin.

### Livrée Vital du Four
Son emplacement était rue des Lices sur le site de l’actuel collège Saint-Joseph. Elle ne sert qu'à deux cardinaux : Vital du Four et Pierre de Chappes.

### Livrée vieille de Viviers
Elle avait son emplacement entre la rue du Four et la place des Trois-Pilats à proximité de la porte Aurose qui ouvrait les remparts dans leur partie septentrionale. Cette Livrée fut occupée par Bernard de Garves de Sainte-Livrade, Pierre Gomez, Guillaume d'Aigrefeuille l'Ancien, Pierre Ier de Cros, Nicolás Rossell, Guillaume Bragosse, Amielh de Lautrec, Pierre Corsini, Simon de Langham et Jean Allarmet de Brogny, évêque de Viviers.
Guillaume d'Aigrefeuille l'Ancien, archevêque de Saragosse, fut nommé cardinal le 17 décembre 1350. Avant de s'installer dans cette Livrée abandonnée depuis une décennie, il fit faire de nombreux travaux d'aménagement et refaire la décoration.
En 1969, deux fresques commandées par le cardinal ont été retrouvées et identifiées grâce à son blason. La première représente un Christ en croix accompagné par sa mère, Jean le Baptiste, la Magdeleine, Jean l'Évangéliste, saint Antoine ermite et saint Martin. La seconde est une scène de chasse avec lévrier se jetant sur un lièvre et chasseur sonnant du cor.
Cette Livrée, en 1488, appartenait au Collège Saint-Nicolas d'Annecy puis elle passa par vente et héritage aux Galéans des Issarts; Ce fut cette famille, en 1681, qui se fit construire par Pierre Mignard un Hôtel particulier sur son emplacement. Celui-ci est connu de nos jours sous le nom de Forbin-Janson.

### Livrée neuve de Viviers
Située au no 6 de la rue Pierre Grivolas, elle servit de résidence aux cardinaux Gaillard de la Motte, Pierre de Monteruc, Guillaume d'Aigrefeuille le Jeune et Jean Allarmet de Brogny, évêque de Viviers, qui y aménagea en 1401.
Cette opulente demeure était renommée par son jardin où trônait un griffon, fontaine représentant un homme à cheval. Elle l'est maintenant - depuis 1975 - par la découverte de sa salle de parement, œuvre du fastueux Gaillard de la Motte.
Celui-ci la fit orner, en 1335, d'une frise héraldique où alternent les blasons des cardinaux contemporains et ceux des royaumes chrétiens. Puis il fit décorer les murs de scènes de chasse et les ais du plafond furent peints de « monstres ailés, dragons barbus, hybrides à têtes humaines, lions à ailes de chauve-souris, etc. ».
Ce faisant, avec la réalisation d'un tel palais, « Gaillard de la Motte participa à la décision de Benoît XII d'installer pour longtemps la papauté à Avignon » (Hervé Aliquot).

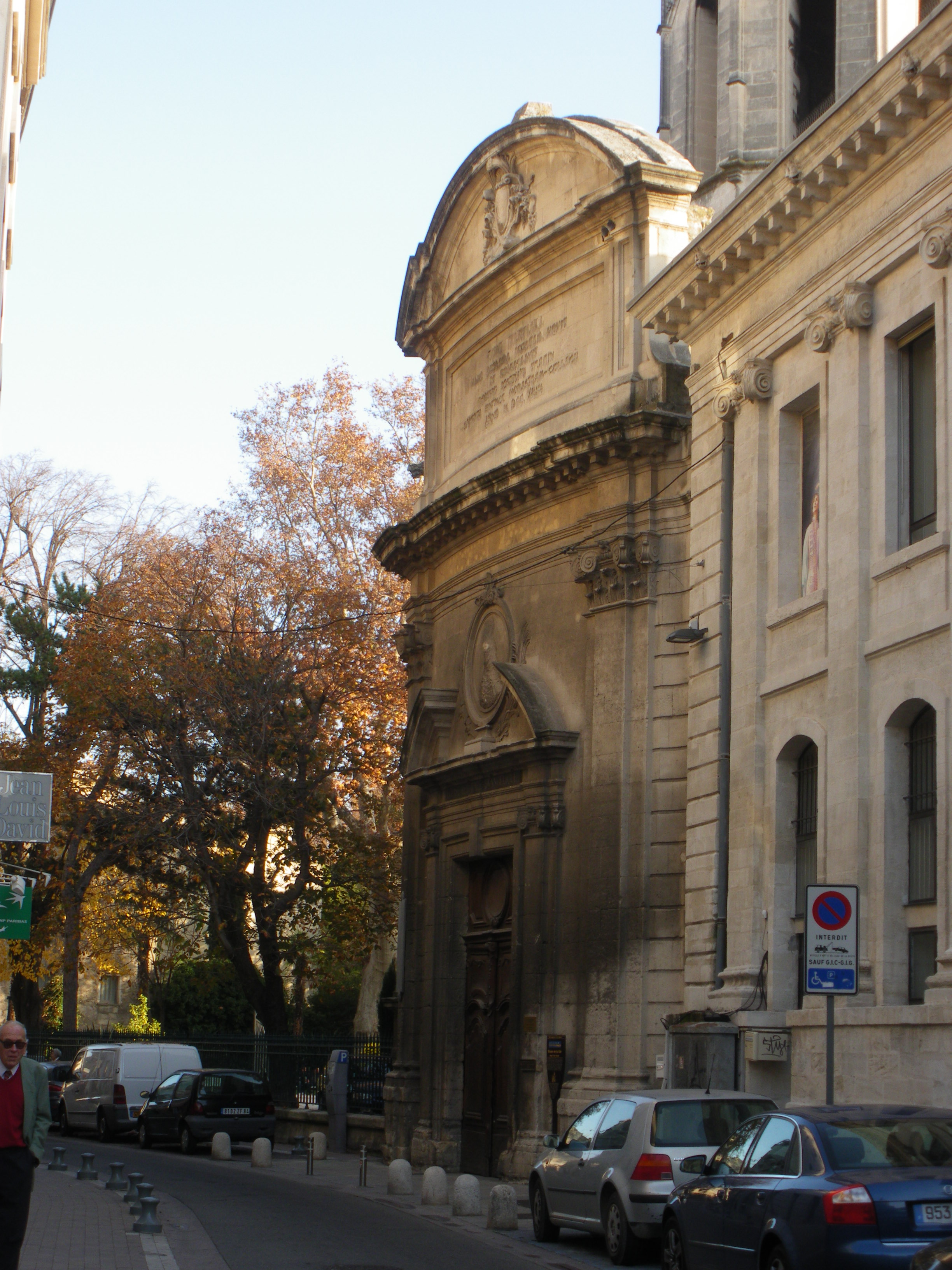
Façade du Temple Saint-Martial d'Avignon, ancien palais de la Reine Jeanne et Livrée cardinalice d'Audrouin de la Roche

Au début du XVe siècle, cette Livrée fut attribuée à Jean II Le Meingre, maréchal Boucicaut. En 1476, elle fut rachetée par le roi René pour 1 200 écus. Il la fit aménager et décorer par Nicolas Froment qui y peignit un Combat des naves turquesques et chrestiennes ainsi qu'un Notre-Dame de l'Annonciade. La Maison du roi René finit comme couvent des Ursulines qui s'empressèrent de faire badigeonner de chaux les chefs-d'œuvre de Froment.

### Palais de la reine Jeanne
Actuel Temple Saint-Martial, ce palais se trouvait à l’angle de la rue des Lices et de la rue de la République. Androin de la Roche fut le seul cardinal à y résider.
Destiné à loger la reine Jeanne, comtesse de Provence, il était alors situé dans le faubourg sud de la cité papale, au bord des lices des vieux remparts. Construit à partir de 1346 sur ordre du sénéchal Hugues IV des Baux; il ne servit qu'une seule fois lors de la venue de la souveraine à Avignon en 1348, en pleine épidémie de Peste Noire.
En 1362, peu après son couronnement, en compensation du prieuré Notre-Dame de Belvédère, annexé par Jean XXII lors de l’édification du palais pontifical de Sorgues, Urbain V donna au cardinal de la Roche, abbé de Cluny, le palais de la reine.
Le cardinal de la Roche en fit sa première Livrée avant de s’installer dans celle d’Annibal de Ceccano.

### Petit Palais

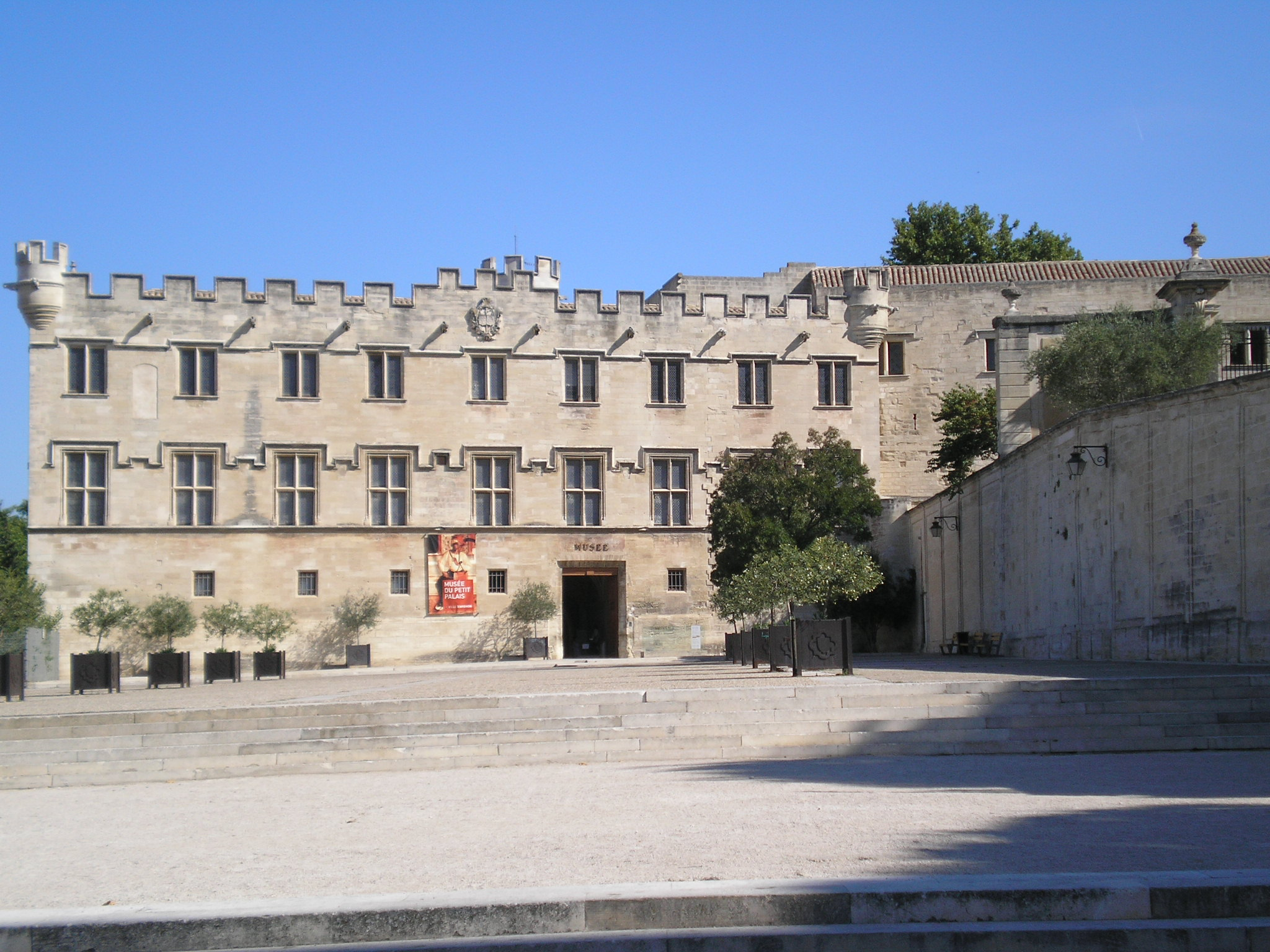
Le Petit Palais, Livrée des cardinaux-évêques d'Avignon

Il occupe la partie nord de la place du palais des papes. Il servit de Livrée à Béranger Frédol l’Ancien, Jacques de Via, évêque d’Avignon, Hélie de Talleyrand-Périgord, Anglic de Grimoard, évêque d’Avignon, Pierre d'Aigrefeuille, évêque d’Avignon et Faydit d'Aigrefeuille, évêque d’Avignon, dit le cardinal d’Avignon.
Cette Livrée composée initialement d’un lot de maisons, fut complétée lors de deux campagnes de construction. La première, en 1317, au cours de laquelle Béranger Frédol se fit bâtir un palais à deux niveaux flanqué d’une énorme tour, la seconde due au cardinal de Via qui correspond au bâtiment édifié sur la pente du rocher.
Le Petit Palais fut presque exclusivement la Livrée des cardinaux-évêques d’Avignon. Pierre d’Aigrefeuille l’occupa durant son épiscopat sans avoir été nommé cardinal.
Lors du premier siège du palais des papes (1398-1408), il servit de casernement aux troupes commandées par Geoffroy le Meingre, au cours du second siège (1410-1411), il fut annexé au système de défense du palais par Rodrigue de Luna. Le neveu de Benoît XIII ne céda que le 23 novembre 1411 après 17 mois de siège.
Le Palais, endommagé, fut restauré sur ordre du cardinal Alain de Coëtivy à partir de 1457. Ce fut son successeur, Julien de la Rovère, futur pape Jules II, qui lui donna son aspect actuel.
En 1498, ce cardinal y reçut magnifiquement César Borgia, fils du pape Alexandre VI. François Ier, en visite sur le tombeau de Laure, y fut accueilli par le cardinal Hippolyte de Médicis en 1553. En fin, en 1660, lors du séjour de Louis XIV à Avignon, la reine-mère Anne d’Autriche y résida.
Transformé aujourd’hui en musée, le Petit Palais expose l’illustre collection Campana.

## Résidences cardinalices en Avignon

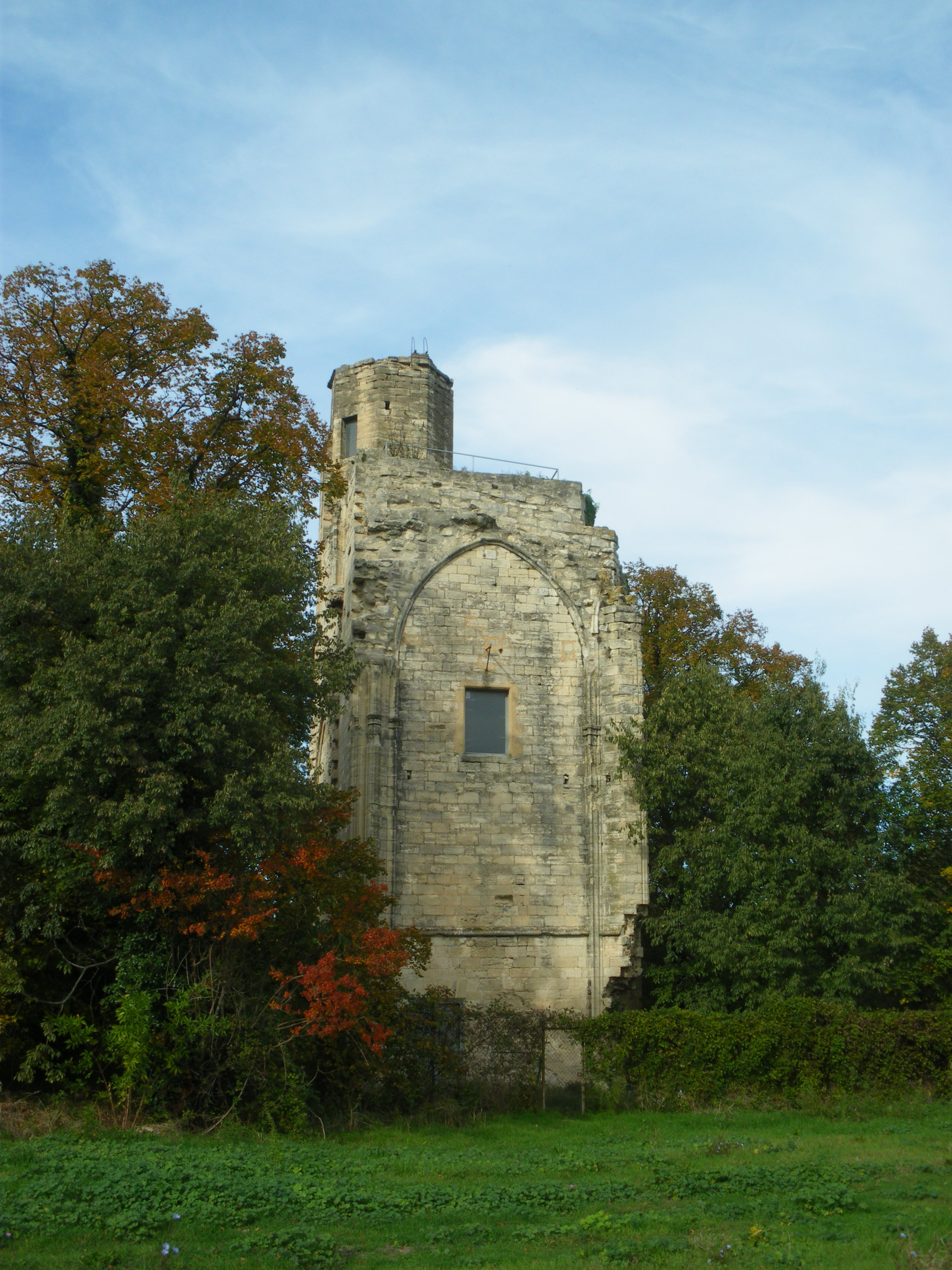
Tour d’Espagne à Montfavet

- Palais du cardinal de Montfavès à Monfavet :
- Tour d’Espagne à Montfavet :
- Couvent de Gentilly à Sorgues :
- Hôtel de Juan Fernandez de Heredia à Sorgues :
- Château de Fargues au Pontet :
- Bastide d'Aigrefeuille à Réalpanier :
- Domaines du cardinal de Périgord au Pontet :

## Palais ou hôtels à Villeneuve-lès-Avignon
- Palais de Pierre d'Arrablay
- Palais de Canilhac
- Palais Gaillard de La Motte

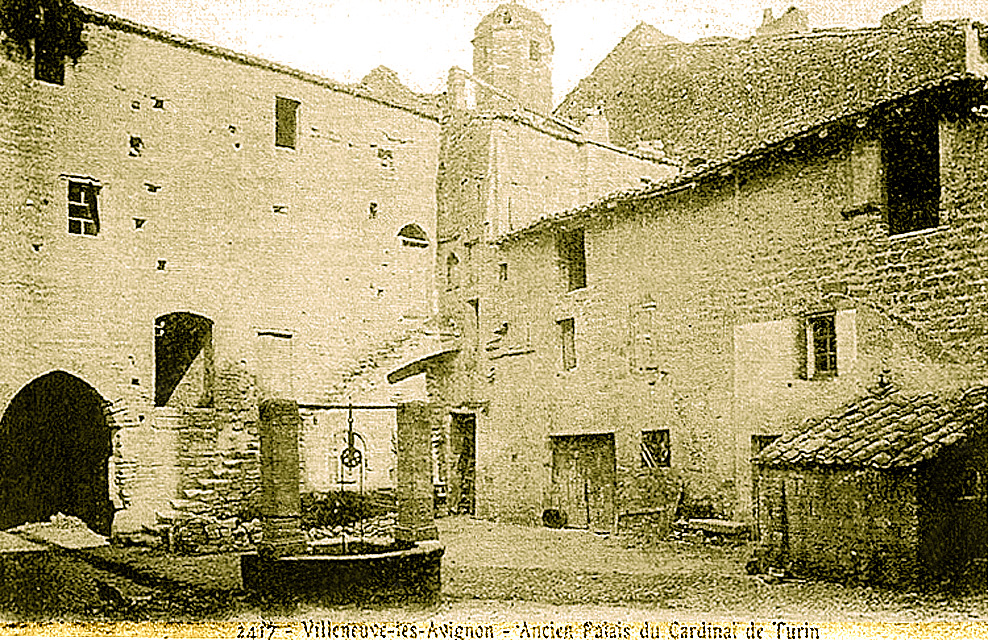
Palais du cardinal de Boulogne, ou Livrée de la Thurroye

- Palais du Bertrand du Pouget ou Livrée du cardinal de Giffone
- Palais d'Annibal de Ceccano (actuel Musée Pierre-de-Luxembourg)
- Palais de Pierre des Près, démoli
- Palais de Boulogne ou Livrée de la Thurroye[17]
- Hôtel d'Aigrefeuille
- Palais Arnaud de Via
- Hôtel de Mende
- Prieuré de Montaut (domaine de Montaut, ancienne livrée de Pierre Bertrand)
- Château de Montolivet
- Palais Orsini
- Palais de Clément VI
- Palais d'Innocent VI (Chartreuse du Val de Bénédiction)

## Une nouvelle toponymie
Montfavet, la Tour d’Espagne, Fargues, Z. I. Périgord.